# لويس دي فريس
لويس دي فريس (بالهولندية: Louis de Vries)‏ (و. 1871 – 1940 م) هو ممثل، وممثل أفلام، من مملكة هولندا، توفي عن عمر يناهز 69 عاماً.

## روابط خارجية
- لويس دي فريس على موقع IMDb (الإنجليزية)